# Tortolì
Tortolì település Olaszországban, Szardínia régióban, Ogliastra megyében. Lakosainak száma 10 953 fő (2023. január 1.). Tortolì Bari Sardo, Elini, Girasole, Ilbono, Lotzorai, Villagrande Strisaili és Arzana községekkel határos.

## Népesség
A település lakossága az elmúlt években az alábbi módon változott:
| Lakosok száma | 11 059 | 11 081 | 10 953 |
|               | 2017   | 2018   | 2023   |